# Ratthapark Wilairot
Ratthapark Wilairot (Chon Buri, 14 de abril de 1988) é um motociclista tailandês de MotoGP.